# Andre Jamal Kinney
Andre Jamal Kinney (* 15. April 1989 in San Leandro, Kalifornien), teilweise gelistet auch als Andre Kinney oder Andre J. Kinney ist ein US-amerikanischer Schauspieler mit afrikanischer Herkunft.

## Leben
Kinney wuchs in Kapstadt auf. Er hat drei ältere Geschwister. 2001 zogen sie nach Los Angeles. Kinney spielte in Hannah Montana Cooper, eine wiederkehrende Nebenrolle. Außerdem spielte er in der Kinofilm-Trilogie High School Musical, der Serie NYPD Blue und zahlreichen anderen Fernsehserien mit.

## Filmografie
- 2003–2004: New York Cops – NYPD Blue (NYPD Blue, Fernsehserie)
- 2003: Malcolm mittendrin (Malcolm in the Middle, Fernsehserie, eine Folge)
- 2005: Cold Case – Kein Opfer ist je vergessen (Cold Case, Fernsehserie, eine Folge)
- 2006–2008: Hannah Montana (Fernsehserie)
- 2006: High School Musical
- 2007: High School Musical 2
- 2008: High School Musical 3: Senior Year
- 2009: Armored
- 2010: Hawthorne (HawthoRNe, Fernsehserie, eine Folge)
- 2011: Bones – Die Knochenjägerin (Bones, Fernsehserie, eine Folge)